# Genucla
Genucla este numele unei cetăți antice a geților, situată pe malul Dunării sau pe o insulă de pe fluviu. (Există lansată ipoteza după care localizarea cetății ar fi în Somova, județul Tulcea.) In Padurea Celic Dere au fost efectuate sapaturi arheologice, aici gasindu-se diferite obiecte din fier.
 Este menționată de Dio Cassius în lucrarea sa „Historia Romana”, în cartea LI (51), capitolul 26. Acesta descrie campania lui Marcus Licinius Crassus de cucerire a Moesiei, campanie în timpul căreia atacă și cetatea Genucla, capitala regelui get Zyraxes.
Iată textul tradus în română :
„După acest succes el (Marcus Licinius Crassus nt.) nu i-a lăsat în pace pe restul geților, deși ei nu aveau nicio legătură cu Dapyx, și a mărșăluit spre Genucla, cea mai puternic fortificată cetate a regatului lui Ziraxes, pentru că auzise că stindardele, pe care bastarnii le capturaseră de la Gaius Antonius (Hybrida nt.) lângă orașul istrienilor, erau acolo. Asaltul său a fost purtat atât de pe uscat cât și de pe Istru (orașul este construit pe fluviu), și într-un timp scurt, deși cu multă strădanie, în ciuda absenței lui Ziraxes, el a cucerit locul. Regele, se pare că, de cum a auzit de apropierea romanilor, a plecat cu bani la sciți pentru a căuta o alianță și nu s-a întors la timp”
. 
Numele cetății, sub forma „Genuklo”, apare și în textele de pe plăcile de plumb descoperite la Sinaia la începutul secolului al-XX-lea, cunoscute ca Tăblițele de la Sinaia.